# Adiaphon
Das Adiaphon (griechisch „das Unverstimmbare“, auch Gabelklavier genannt) ist ein Musikinstrument aus der Familie der Tasteninstrumente.
Das Adiaphon wurde vom Instrumentenbauer Wilhelm Fischer in Leipzig entwickelt und 1882 patentiert. Es ist eine Art Klavier mit sechs Oktaven und ähnelt dabei einem Pianino. Die Töne werden mit Hilfe von Stimmgabeln erzeugt, daraus resultiert die Unverstimmbarkeit des Instruments. Der Klang des Adiaphons ist sphärisch und ähnelt dem der Glasharmonika, ist jedoch wesentlich leiser als diese. Da die Ansprache sehr langsam ist, lassen sich auf diesem Instrument nur getragene Stücke spielen.